# Erichsonella attenuata
Erichsonella attenuata là một loài chân đều trong họ Idoteidae. Loài này được Harger miêu tả khoa học năm 1873.